# Sowietskij (rejon jejski)
Sowietskij (ros. Советский) – osiedle w Rosji, w Kraju Krasnodarskim, w rejonie jejskim. W 2010 liczyło 1949 mieszkańców.